# Marcel Băban
Marcel Băban (* 16. Oktober 1968 in Jimbolia, Kreis Timiș) ist ein ehemaliger rumänischer Fußballspieler. Der Mittelfeldspieler bestritt insgesamt 100 Spiele in der rumänischen Divizia A, der polnischen Ekstraklasa und der tschechischen Gambrinus Liga.

## Karriere
Der Mittelfeldspieler begann seine Karriere bei seinem Heimatverein Politehnica Timișoara. Seine erste Saison in der ersten rumänischen Liga absolvierte er 1991/92. In seinen ersten beiden Saisons glänzte er durch seine Torgefahr. Dies überzeugte die Verantwortlichen vom SV Darmstadt 98, so dass Băban für die Regionalligasaison 1993/94 verpflichtet wurde. Allerdings kam er bei den Darmstädtern kein einziges Mal zum Einsatz und wechselte zur Saison 1994/95 wieder zu Politehnica Timișoara zurück. Hier spielte er erneut zwei sehr starke Saisons, in denen er als Mittelfeldspieler 29 Tore schoss. Daraufhin wurde er von Rapid Bukarest verpflichtet. Mit diesem Wechsel begann sein sportlicher Abstieg. Er spielte sehr selten und schoss drei Jahre lang kein einziges Tor mehr. Alle seine Versuche im Ausland (Deutschland, Tschechien, Kroatien und Polen) Fuß zu fassen, scheiterten kläglich. Erst nach seiner Rückkehr nach Rumänien konnte er ansatzweise wieder an seine alte Form anknüpfen. 2006 beendete er mit 38 Jahren seine Profikarriere.

## Sonstiges
Der damalige Präsident Octavian Popescu seines Heimatvereines FC Jimbolia, benannte im Dezember 2010 den Jugendverein Băban zu Ehren, in FC Marcel Băban Jimbolia.